# Hyperplatys aspersa
Hyperplatys aspersa – gatunek chrząszcza z rodziny kózkowatych i z podrodziny zgrzypikowych. 

## Zasięg występowania
Ameryka Północna, występuje w południowej Kanadzie po Kolumbię Brytyjską na zachodzie oraz we wschodniej i środkowej części USA po Teksas, Nowy Meksyk, Arizonę, Utah i Kolorado na zachodzie.

## Budowa ciała
Osiąga od 3 do 10 mm długości. Czułki zarówno u samca, jak i samicy dłuższe od ciała. Przedplecze oraz pokrywy szare z czarnymi plamkami, w tylnej części pokryw plamki o mniej więcej tej samej wielkości. Uda wszystkich par odnóży mniej lub bardziej pomarańczowe.

## Biologia i ekologia

### Tryb życia i biotop
Imago aktywne od kwietnia do sierpnia (najliczniej od maja do lipca). Spotykany w lasach, parkach i ogrodach. 

### Odżywianie
Żywi się świeżą korą, żerując w gałęziach rozmaitych gatunków drzew liściastych w tym topoli, wierzb, wiązów, jesionów, kasztanów, śliw, jabłoni i świdośliw. Spotykany również na miesięcznikach i łopianach.